# پارادوکس خورشید جوان کم‌نور

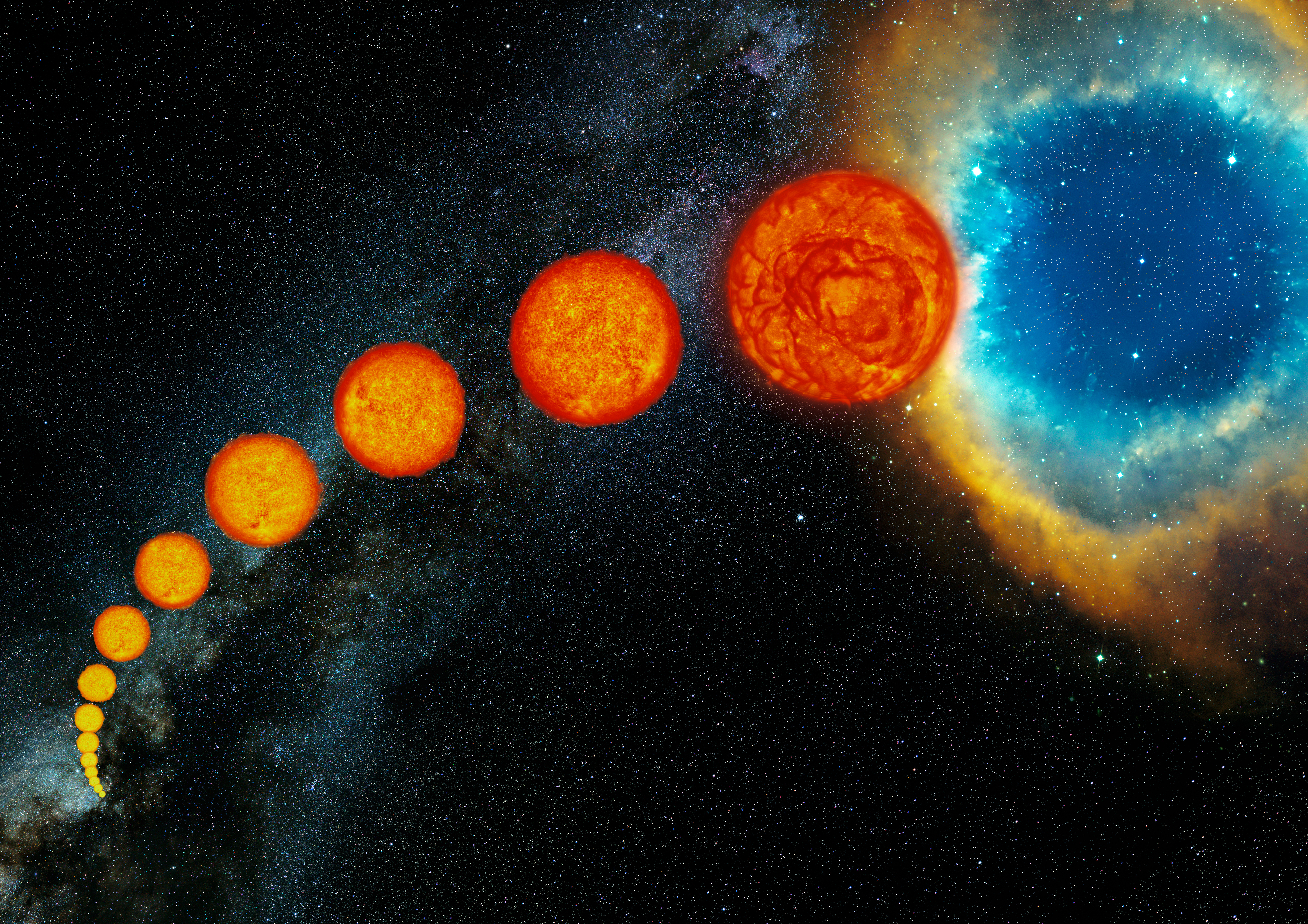
انگاشت هنری از چرخه زندگی یک ستارهٔ خورشید مانند، با آغازی به عنوان یک ستاره دنباله اصلی در پایین سمت چپ و سپس گسترش در مراحل فرعی و غول پیکر، تا زمانی که پاکت خارجی آن بیرون رانده می‌شود تا یک سحابی سیاره‌ای در سمت راست بالا زیرغول غول ایجاد کند.

پارادوکس خورشید جوان کم‌نور یا مسئله ضعف خورشید جوان ،(انگلیسی: Faint young Sun paradox)، تناقض آشکار بین مشاهدات آب مایع در اوایل تاریخ زمین و انتظار اخترفیزیکی را نشان می‌دهد که خروجی خورشید در طول آن دوران فقط ۷۰ درصد شدیدتر از دوران مدرن است. این مسئله توسط ستاره شناسان کارل ساگان و جورج مولن در سال ۱۹۷۲ مطرح شد. قطعنامه‌های پیشنهادی این تناقض، اثر گلخانه‌ای، تغییرات سپیدایی سیاره‌ای، تأثیرات اخترفیزیکی یا ترکیبات این پیشنهادها را در نظر گرفته‌اند.
سؤال حل نشده این است که چگونه با وجود خروجی متغیر خورشید و دامنهٔ گسترده‌ای از شرایط زمینی، آب و هوای مناسب برای زندگی در مقیاس طولانی مدت در زمین حفظ شده‌است.